# غوريلاز
غوريلاز (بالإنجليزية: Gorillaz)‏ هي فرقة موسيقية إنجليزية تقدم نفسها من خلال عالم خيالي يصور «فرقة افتراضية» من شخصيات الرسوم المتحركة، تم إنشاؤها في عام 1998 من قبل ديمون آلبورن وجيمي هيولت، هذه الفرقة تتكون من أربع أعضاء متحركة هم: 2D (مغني، عازف كيبورد)، مردوك نيكالس (باز غيتار وآلة الطبل)، نودل (الإيتار، عازف كيبورد وغناء أحيانا) وراسل هوبز (عازف الطبول). باعت الفرقة أكثر من 24 مليون في جميع أنحاء العالم ودخلوا في موسوعة غينيس للأرقام القياسية بأعتبارهم «الفرقة الافتراضية الأكثر نجاحاً» في العالم. لقد فازوا بجائزة غرامي وجائزتين من جوائز إم تي في الأغاني المصورة وجائزة إن إم إي وثلاث جوائز إم تي في الموسيقى الأوروبية. تم ترشيحهم أيضاً لـ11 جائزة بريت وفازوا بجائزة أفضل فرقة بريطانية في جوائز بريت لسنة 2018.

## أعضاء الفرقة

### الأعضاء الغير إفتراضيين
- دامون ألبارن - مغني وعازف آلات موسيقية ومؤلف أغاني ومنتج موسيقي (1998 إلى الوقت الحاضر)
- جيمي هيوليت - مصمم فني ومصمم العروض المباشرة وكتاب أغاني ومسؤول عن المؤثرات الخاصة ومصمم شخصيات ومخرج الفيديوهات (1998 إلى الوقت الحاضر)
- ريمي كاباكا جونيور - منتج ومسؤول عن الإيقاع وبرمجة الطبل (2016 إلى الوقت الحاضر)

### أعضاء الإفتراضيين
- 2-D - مغني وعازف آلة مفاتيح (1998 إلى الوقت الحاضر)
- مردوك نيكالس - عازف باس وعازف طبول (1998 إلى الوقت الحاضر)
- نودل - عازفة غيتار وعازفة آلة مفاتيح ومغنية (1998-2006 ؛ 2010 إلى الوقت الحاضر)
- راسل هوبز - عازف طبول ومسؤول عن الإيقاع (1998-2006 ؛ 2012 إلى الوقت الحاضر)

### الأعضاء الغير إفتراضيين السابقين
- بولا كراكر - عازف جيتار (1998)
- سايبورغ نودل - عازف جيتار، مغني (2008-2010)
- ايس دي كوبولار - عازف باس (2018)

## ديسكوغرافيا

### ألبومات ستوديو
- غوريلاز (2001)
- أيام الشيطان (2005)
- الشاطئ البلاستيكي (2010)
- السقوط (2010)
- هيومانز (2017)
- ذا ناو ناو (2018)
- آلة الأغاني، الموسم الاول: ستراينج تايمز (2020)

## روابط خارجية
- غوريلاز على موقع IMDb (الإنجليزية)
- غوريلاز على موقع الموسوعة البريطانية (الإنجليزية)
- غوريلاز على موقع ميوزك برينز (الإنجليزية)
- غوريلاز على موقع رولينغ ستون (الإنجليزية)
- غوريلاز على موقع رولينغ ستون (الإنجليزية)
- غوريلاز على موقع أول ميوزيك (الإنجليزية)
- غوريلاز على موقع ديسكوغز (الإنجليزية)